# 공주
공주(公主)는 한자 문화권 국가의 황제, 국왕의 딸 혹은 가까운 친족 여성을 봉작한 작위 중 하나이다.

## 유래
제왕의 가족에 대한 작위가 존재하지 않던 시대 혹은 국가에선 제왕의 아들은 왕자(王子: 왕의 아들이란 뜻), 딸은 왕녀(王女: 왕의 딸이란 뜻)로 단순히 표기했다. 제왕의 딸이 작위를 받게 된 시점은 정확히 알려지지 않으며, 중국의 고대 국가인 주나라에서 천자(天子)의 딸을 왕희(王姬)라 하여 천자의 적배인 왕후(王后)의 1등급 아래에 두었던 것이 시발점으로 추정된다. 그러나 당대를 비롯, 전후대 제왕 혹은 제후와 밀접한 관계에 있던 여성 중 정확한 관계를 파악하기 어렵거나 및 실명이 모호한 여성에겐 성(姓) 혹은 출신 국호(國號)에 희(姬)를 붙였던 것을 미뤄 정식 작위명이라 단정할 순 없는 상황이다.
공주(公主)란 단어가 등장한 최초의 사료는 춘추전국시대 제나라 사람인 공양고(公羊高)가 쓴 《공양전 (公羊傳): 춘추의 주석서》이다. 그러나 여기서 공주(公主)가 제왕의 딸을 지칭하는 명사로써 쓰인 것인지, “공(公)이 주관(主)하다.”는 의미로 주어와 동사를 갖춘 문장으로써 쓰인 것인지 실체가 모호하다. 이는 전한 건국 직후 관제를 정비하는 과정에서도 논의되었다가 결국 황제의 딸을 공주로 봉작하는 어원으로 채택하여 본격적으로 쓰이기 시작했다.

## 중국
고대
황족 여성의 작위가 최초로 체계적으로 법제화된 것은 중국 전한(前漢) 시대이다. 이때 황제의 딸을 공주로, 제후의 딸을 옹주(翁主) 혹은 왕주(王主)로 삼았다. 신나라에선 공주 대신 실주(室主)를 썼으며, 후한(後漢) 시대에는 황제의 딸에겐 현(縣)의 군주(君主: 제왕·제후·주인)라는 뜻으로 현공주로, 제후의 딸에겐 아비의 지위에 따라 향(鄕) 혹은 정(亭)의 군주라는 뜻으로 향공주 혹은 정공주로 봉하였다.  위진 시대의 진나라(晉)에서는 황제의 딸을 공주로 봉하되 후한 때보다 격을 높여 군(郡)의 군주라는 뜻으로 군공주로 삼고 제후의 딸은 현주로 삼으니 이후 공주는 중원에 존재했던 국가 중 몽골 국가인 원나라만 제외하고 황제의 딸의 작위로만 국한되었다.
당·송
여성 황족, 남성 황족의 배우자, 관리의 배우자의 작위가 본격적으로 체계화된 것은 당나라 때로, 내명부(內命婦)와 외명부(外命婦)의 개념이 확립된 것도 이때이다.
| 품계 | 작위명             | 대상                                    |
| --- | ------------------ | --------------------------------------- |
| 정1품 | 대장공주(大長公主) | 황제의 고모·선황제의 딸 혹은 누이[주 3] |
| 정1품 | 장공주(長公主)     | 황제의 자매·선황제의 딸 혹은 누이[주 4] |
| 정1품 | 공주(公主)         | 황제의 딸·선황제의 딸[주 5]             |
| 종1품 | 군주(郡主)         | 황태자의 딸                             |
| 정2품 | 현주(縣主)1        | 왕(친왕·군왕)의 딸                      |
| note 1. 《당육전(唐六典)》 편찬 이후 다시 개정이 거듭되어 현주는 종2품으로서 친왕의 딸의 작위로 한정되고, 군왕의 딸은 향주(鄉主), 그외 종실녀는 정주(亭主)로 책봉됐다. |                    |                                         |
당나라 때 세워진 명부 제도는 전대 국가의 여러 제도와 비교해 완성도가 높아 후대 국가 및 주변국에서도 기본 틀로 차용했다. 송나라 역시 당 제도를 차용한 국가이나 북송이 패망하기 전인 휘종 때 여진 국가인 금나라의 식민지배를 받게 되고 휘종의 여러 공주들이 금나라 황제 및 장수들에게 공녀(貢女)로 바쳐진 상황 아래 일시적으로 외명부 작위명이 전면 교체되어 공주를 제희(帝姬), 군주(郡主)를 종희(宗姬), 현주를 족희(族姬)로 삼았던 적이 있었다.
원나라
몽골 국가인 원나라에선 중원에 위치한 전·후대 국가와는 다른 독자적인 제도를 채택했는데, 대표적인 것이 황제의 딸 뿐만 아니라 종왕(宗王)의 딸 역시 공주로 봉작한 것과, 황제의 남성 친족 뿐만 아니라 여성 친족의 배우자인 부마 역시 왕으로 봉작한 것이다. 출가를 하기 전의 황녀와 종왕녀는 동등히 공주 작위 앞에 휘호를 썼으며, 출가를 한 황녀는 국호로 교체해 종왕녀와 차별을 두었다. 단, 남편이 부마로서 점령국의 국왕으로 임명된 종왕녀는 출가한 황녀와 마찬가지로 공주 작위 앞에 국호를 씀으로써 명목상 원 제국의 제후로서 남편에게 대리 통치를 맡기는 형식을 취했으며 당연히 남편과 아들의 지위에 작위가 변동되지 않았다.
명나라
명나라에선 한나라(漢)의 재건을 건국 이념으로 내세웠던 명 태조 주원장에 의해 여성의 작위가 후한의 제도로 복고화되어 단순해지면서 출가한 공주가 국호를 쓰는 제도도 폐지되었으며, 여성의 작위에 품계를 적용하는 제도 역시 소멸되었다. 그러나 주원장의 의지대로 천 년 전 후한의 구식 제도를 그대로 쓰기엔 무리가 있었던 탓에 결국 당나라와 원나라의 제도를 혼합해 절충 보완했다.
| 작위명                                                                               | 대상                 | 배필 작위          |
| ------------------------------------------------------------------------------------ | -------------------- | ------------------ |
| 대장공주(大長公主)                                                                   | 황제의 고모          | 부마도위(駙馬都尉) |
| 장공주(長公主)                                                                       | 황제의 자매          | 부마도위(駙馬都尉) |
| 공주(公主)                                                                           | 황제 및 황태자의 딸  | 부마도위(駙馬都尉) |
| 군주(郡主)                                                                           | 친왕의 딸            | 의빈(儀賓)         |
| 현주(縣主)                                                                           | 군왕의 딸            | 의빈(儀賓)         |
| 군군(郡君)1                                                                          | 왕(친왕·군왕)의 손녀 | 의빈(儀賓)         |
| 현군(縣君)1                                                                          | 왕의 증손녀          | 의빈(儀賓)         |
| 향군(鄉君)1                                                                          | 왕의 현손녀          | 의빈(儀賓)         |
| note 1. 군군·현군·향군은 당나라에서 외명부 대신처와 내명부 후궁모를 봉작한 작위였다. |                      |                    |
청나라
여진족이 세운 국가인 후금(後金)은 북원의 독자적인 명부 제도를 차용해 후비(后妃)를 복진으로 삼고 황녀 및 종녀(宗女)를 격격(格格)으로 삼았다. 이 제도는 후금의 개국 황제인 누르하치의 아들 홍타이지가 북원 대귀족 출신인 처족 과이심 보르지기트 씨족의 지원 아래 여진·몽골 국가인 청나라를 세우면서 외명부의 작위로 한정되고, 명 황실의 제도를 응용해 황제의 후비를 위한 오궁(五宮: 1后4妃) 제도와 황자를 왕으로, 황녀를 공주로 삼는 제도를 세웠다. 단, 황녀의 적·서를 엄격히 구별한 것이 선대 제국들과의 차별점으로, 황제의 적녀는 고륜공주(固倫公主), 황제의 서녀와 양녀는 화석공주(和碩公主)로 삼아 차등을 두었다. 이는 조선의 제도와 흡사하나 조선처럼 고정되지 않고 황제와의 관계(동복 남매 여부) 혹은 황제의 의지에 따라 화석이 고륜으로 승급할 수 있었다. 이외 친왕의 딸은 화석격격(和碩格格), 군왕과 세자의 딸은 다나격격(多羅格格)으로 삼았다가, 순치 17년에 개정되어 세분화되었다.
| | 황제               | 친왕       | 군왕·세자1 | 패륵·장자2 | 패자       | 봉은진국공·봉은보국공 | 그외 종친3 |
| --- | ------------------ | ---------- | ---------- | ---------- | ---------- | --------------------- | ---------- |
| 적녀 | 고륜공주(固倫公主) | 군주(郡主) | 현주(縣主) | 군군(郡君) | 현군(縣君) | 향군(鄉君)            | 종녀(宗女) |
| 서녀 | 화석공주(和碩公主) | 군군(郡君) | 현군(縣君) | 향군(鄉君) | 현군(縣君) | 향군(鄉君)            | 종녀(宗女) |
| note 1. 세자(世子): 청나라 친왕(親王)의 후계자가 받는 작위다. 군왕과 동급이다. 2. 장자(長子): 청나라 군왕(郡王)의 후계자가 받는 작위다. 패륵과 동급이다. 3. 그외 종친: 입팔분공(入八分公)에 속하지 않은 종친으로, 친왕부터 봉은보국공까지가 입팔분공이다. |                    |            |            |            |            |                       |            |

## 한국
한자를 기록 문자로 채택하게 된 주변 국가가 자국의 고유 언어를 한자로 번역하는 과정에서 중국에서 일찍이 창제한 작위명을 차용하게 되고, 이러한 습속이 결국 정착되어 실제 작위로 제도화된 것은 자연스러운 과정이었다. 한국·일본·베트남 등이 대표적이다.

### 고려
| 문종  | 문종               | 문종             |
| 품계  | 작위명             | 대상             |
| ----- | ------------------ | ---------------- |
| 정1품 | 공주(公主)         | 임금의 딸        |
| 정1품 | 대장공주(大長公主) | 임금의 고모 이상 |

| 공양왕                                                    | 공양왕                |
| 작위명                                                    | 대상                  |
| --------------------------------------------------------- | --------------------- |
| 궁주(宮主)                                                | 왕녀                  |
| 옹주(翁主)                                                | 왕자처·의친녀1·종친처 |
| note 1. 왕과 유복친 관계의 동성 이모·자매·질녀 뻘에 한정. |                       |

### 조선
조선 개국 초 명부의 봉호는 이성계의 섭정 아래 개정됐던 고려 공양왕 때의 것을 그대로 사용했다. 이에 왕녀(王女)는 적서의 구별없이 정1품 궁주(宮主), 세자를 제외한 왕자의 정실과 종친 제군의 정실은 옹주(翁主), 왕자·왕녀의 딸 그리고 세자빈의 어머니를 택주(宅主)로 삼았다. 공양왕 때의 개정 당시 후궁의 작위를 따로 만들지 않았었던 탓에 태종이 즉위하기 전까진 후궁 제도가 없어 고려의 옛 습속대로 후궁을 왕녀와 마찬가지로 궁주·옹주로 봉작하기도 했다.
세종 4년, '왕녀와 후궁에게 궁주(宮主)의 작호를 쓰는 것은 고려 말기의 폐습을 그대로 전승한 탓이니 옳지 않다'는 이조의 계에 따라 왕녀의 작위를 공주(公主)로 개칭했다. 이를 전후하여 세종이 후궁 소생 왕녀 중 일부를 옹주로 봉작한 기록이 소수 존재하는데, 대상이 체계적이지 않고 각 연도에 개정된 제도와 일치하지 않으며 하물며 같은 시기 동일 인물의 작위명이 일관적이지 않고 불과 며칠 사이에 혼용되어 있어서 왕자와 마찬가지로 왕녀도 적서를 구별해 봉작해야 한다는 개념 아래 시험적으로 일부 실행만 해봤을 뿐 아직 법제화는 되지 않았던 것으로 보인다.
세종 13년, 제 2차 왕자의 난으로 태종에게 왕위를 양위하고 상왕으로 물러났던 정종이 서거하자 세종은 부왕(父王)인 태종의 정통성을 위해 정종을 정통 군왕(君王)으로 인정치 않고 조선의 친왕(親王: 제후)의 예우로 격하하였다. 이와 함께 정종의 왕자녀의 호칭을 조선의 제후의 자녀의 것으로 낮추며 중국 황실의 제도에 의거해 정종의 왕녀를 모두 군주(郡主)로 강봉했다.
이를 정당화하는 과정으로 나흘 뒤, 왕자·왕제의 딸을 일부 옹주(翁主)로 책봉해온 제도도 개정하여 군주와 현주로 개칭토록 했다. 《세종실록》에 군주와 현주의 대상이 정확히 정의되어 있진 않고, 이후 불과 몇 년만에 제도가 수차례 개정된 탓에 나머지 실록과 최종 명호만을 수록한 묘비·지문·선원록으론 추적이 완전할 수 없어 명확한 정의를 내릴 순 없다. 단지, 정종의 서출 왕녀들은 전원 군주로 책봉됐으며, 이외 태종의 동복 백형(伯兄: 첫째 형, 아버지의 적장자)인 진안대군의 적장녀(이숙묘의 처)와 세종의 동복 백형이자 전(前) 세자였던 양녕대군의 적장녀(이자의 처)가 군주로 개칭 책봉됐고, 그외 종실녀는 일부 현주로 개칭되었는데 이중엔 양녕대군의 적차녀·적삼녀·적사녀 및 효령대군의 적장녀이자 외동딸도 있어 부친의 적서 여부나 본인의 적서 여부로 군주나 현주로 구별한 것이 아님을 알 수 있다.
세종 22년, 세종 13년에 개정했던 관제가 분별이 없음이 지적되어 새로 개정됐다.
| 작위명     | 대상                         |
| ---------- | ---------------------------- |
| 공주(公主) | 왕의 적녀                    |
| 군주(郡主) | 왕의 서녀                    |
| 군주(郡主) | 왕세자의 적녀                |
| 현주(縣主) | 왕세자의 서녀                |
| 현주(縣主) | 대군의 적녀                  |
| 향주(鄕主) | 왕자군의 적녀                |
| 향주(鄕主) | 대군의 손녀                  |
| 정주(亭主) | 왕자군의 서녀 및 그외 종실녀 |
이후 왕녀의 적서를 구별하여 왕의 적녀는 공주, 서녀는 옹주로 다시 개칭하였으며, 군주와 현주는 왕세자의 딸의 작위로 한정하고, 그외 종실녀의 작위는 전부 폐지했다.
성종 16년에 반포된 《을사대전》(《경국대전》의 최종판)이 편찬되기 전, 성종의 즉위로 실세가 된 한명회(성종의 장인·외척)에 의해 왕실 내척(內戚: 왕자와 왕녀 일족)의 관직 진출 및 정사 간여가 엄금된 것에 대해 선왕(세종)의 왕자들이 지존의 자식의 처지가 신하보다 하찮게 되었다며 연이어 불만과 억울함을 호소하자 성종이 이들을 위로함과 동시에 상징적으로나마 왕자녀의 위계를 올려 왕실의 권위를 올릴 목적으로 종래의 정1품이었던 왕자(大君·君)와 왕녀(公主·翁主)의 품계를 무계로 조정했다. 이는 《을사대전》에 수록되어 1897년(고종 34년, 광무 원년)에 대한제국이 설립되기까지 대체적으로 그대로 쓰여진다. 아래의 표는 《을사대전》의 외명부 중 의친 여성 편과 의빈부 편(13면~16면), 그리고 돈녕부 편(13면~15면)를 통합하여 요약한 것이다.
| 성종 16년(1485년) ~ 고종 34년(1897년) | 성종 16년(1485년) ~ 고종 34년(1897년) | 성종 16년(1485년) ~ 고종 34년(1897년) | 성종 16년(1485년) ~ 고종 34년(1897년) | 성종 16년(1485년) ~ 고종 34년(1897년) | 성종 16년(1485년) ~ 고종 34년(1897년) | 성종 16년(1485년) ~ 고종 34년(1897년) |
| 품계 | 작위명                                | 작호                                  | 대상                                  | 배필 작위                             | 아들 초봉                             | 사위 초봉                             |
| --- | ------------------------------------- | ------------------------------------- | ------------------------------------- | ------------------------------------- | ------------------------------------- | ------------------------------------- |
| 무계 상(上) | 공주(公主)                            | 휘호(徽號·美名)                       | 왕의 적녀                             | 의빈부 종1품 위(尉)1, 3               | 돈녕부 종7품6                         | 돈녕부 종8품7                         |
| 무계 하(下) | 옹주(翁主)                            | 휘호(徽號·美名)                       | 왕의 서녀                             | 의빈부 종2품 위(尉)1, 3               | 돈녕부 종8품                          |                                       |
| 정1품 | 부부인(府夫人)                        | 읍호(邑號: 府 단위)                   | 왕비의 모친(親母·法母)                | 정1품 부원군(府元君)                  |                                       |                                       |
| 종1품 | 봉보부인(奉保夫人)                    | -                                     | 왕의 유모                             | -                                     |                                       |                                       |
| 정2품3 | 군주(郡主)                            | 읍호(邑號: 郡 단위)2                  | 왕세자의 적녀                         | 의빈부 정3품 부위(副尉)4              |                                       |                                       |
| 정3품3 | 현주(縣主)                            | 읍호(邑號: 縣 단위)2                  | 왕세자의 서녀                         | 의빈부 종3품 첨위(僉尉)5              |                                       |                                       |
| note 1. 부마 간택 후 혼례를 전후하여 최초로 받는 품작(品爵)으로, 이후 정1품·정2품으로 승급된다. 2. 인조 때에 이르러 더 이상 읍호를 쓰지 않고 공·옹주와 마찬가지로 휘호를 쓰기 시작했다.[25] 3. 고종 5년의 개정으로 정1품으로 바뀌었다.[26][27] 4. 고종 5년의 개정의 영향 아래 6년의 개정 반포 때 정3품 부위가 종1품(上) 부위로 바뀌었다.[27] 5. 고종 5년의 개정의 영향 아래 6년의 개정 반포 때 종3품 첨위가 종1품(下) 첨위로 바뀌었다.[27] 6. 대군(大君)의 적서(嫡壻: 적녀의 남편)의 초봉과 동일하다. 7. 왕자군(君)의 적서(嫡壻)의 초봉과 동일하다. |                                       |                                       |                                       |                                       |                                       |                                       |

## 일본
야마토 시대를 전후하여 유력 호족의 자제를 미꼬(みこ)라 하였는데 이는 순수 일본어로 존귀한 분·귀인을 지칭하는 미(み)에 자식을 뜻하는 꼬(こ)를 접목한 것으로, 현재는 다른 한자를 채택하고 있으나 일본의 토속신을 모시는 무당 역시 미꼬라 하여 신의 자식을 상징했다. 이후 이 단어는 왜왕(倭王)의 자제의 호칭으로 정착되었으며, 이중 여식을 히메미꼬(ひめみこ)라 구별짓기도 한다. 이 시기 한자(漢字)가 도입되어 표기문자로 쓰이게 되면서 순수 왜어인 미꼬를 한자로 어자(御子)·왕자(王子)·왕녀(王女), 히메미꼬를 여어자(女御子)·희어자(姬御子) 등으로 번역하여 표기, 이후 칭황을 하게 되면서 황자(皇子)·황녀(皇女)로 표기하게 된다. 유의어로 미야(みや)가 있는데, 본래 토속신을 모시는 신당(神堂)을 뜻하는 이 단어는 궁(宮)으로 번역 표기되어 궁주(宮主) 개념으로 황제의 자녀 및 가까운 친족에게 궁호(宮號)로써 더해지게 된다. 히메미야(姫宮) 역시 일본 황·왕녀의 이칭(異稱)이다.
8세기 이후, 당나라의 문화와 제도가 대거 유입되면서 황자녀를 친왕(親王)으로 봉작하기 시작했다. 이에 황자·황녀는 '○○천황의 제 1황녀', '황녀의 자식(皇女腹: みこばら)' 등 관계와 서열, 혈통 등을 알기 위한 수단으로써만 사용됐다. 황녀 혹은 황제의 자매로서 친왕으로 봉해진 여성 황족을 내친왕(內親王)이라 구별하기도 했는데, 음독(音讀)으로 나이신노우(ないしんのう)라고도 하고, 순수 일본어인 훈독으로 우치노미꼬(うちのみこ) 혹은 친왕제도를 도입하기 전의 황·왕녀의 호칭으로 쓴 히메미꼬(ひめみこ)라고도 읽는다.
현재 일본의 《황실전범(皇室典範)》에는 일본 천황의 적녀, 6촌 이내의 적손녀, 7촌 이내의 자매를 내친왕으로 규정하고 있으며, 황녀와 태자녀는 궁호를 더하도록 규정하고 있다.
일본에서는 자체적으로 공주를 쓰지 않았으며, 개화 후 외국 문명을 소개하는 과정에서 군주(君主)의 딸을 황녀·왕녀·희(姬: 히메)라 번역해 표기한다.

## 류큐국
류큐국(현 오키나와)은 제후국을 표방했던 탓에 류큐국왕의 왕녀와 왕자의 아내를 옹주(翁主)로 책봉했다. 이는 중국 한나라의 제도를 표방한 것으로 보인다.

## 베트남
베트남은 후 레 시대의 찐 주 왕조(鄭主: 1545~1787)만 제외하고 제왕의 딸을 공주(公主)로 책봉했다. 찐 주에선 황제의 묘호인 조(祖)를 썼지만 칭왕을 하여 왕의 정배를 왕비로 삼았으며, 왕의 딸을 군주(君主)로 삼는 것을 법제화했는데 예외적으로 3명의 왕녀가 공주로 책봉된 바 있다.

## 같이 보기
- 명부
- 의빈부
- 왕자
- 여랑왕
- 황자
- 내친왕
- 프린세스

### 내용
1. ↑  예: ①조희(趙姬) - 진시황의 생모로 조(趙)나라 출신이다 ②우희(虞姬) - 서초왕 항우의 처첩으로 우(虞)나라 출신으로 추정되고 있다
2. ↑  명확히는 “천자의 딸의 혼인은 아버지인 천자가 친히 주관치 않고 공(公)에게 주관을 맡긴다.”이다.
3. ↑  현황제보다 윗 항렬. 고모·당고모·대고모 등
4. ↑  현황제와 같은 항렬
5. ↑  현황제보다 아랫 항렬
6. ↑  원 황제의 내외 친족으로서 봉왕(封王)된 자. 정의로는 다른 시대의 친왕과 비슷한 맥락이지만 범위가 더 넓다.
7. ↑  외명부 종실녀의 작위는 당나라의 외명부 종실녀와 외명부 대신처의 작위를 혼합해 개조했으며, 외명부 대신처의 작위는 원나라의 것을 그대로 모방했다.
8. ↑  청을 건국한 홍타이지는 후비제도로 오궁(五宮: 1后4妃)를 세워 전원 몽골인 보르지기트 씨로 채우고 동족인 여진 출신 처첩(=복진)들에겐 후궁의 작위조차 내리지 않았다. 그러나 청 개국 당시의 여진·몽골 국가라는 개념은 이를 강압했던 모후 효장태후 보르지기트씨에 대한 순치제의 격렬한 거부의 결과, 결국 순치제의 한족 혼혈 황자인 강희제가 순치제를 계위하면서 맥이 끊어졌다.
9. ↑  명나라를 비롯한 전대 황조와는 달리 적후와 서후를 구별치 않고 모두 사후 명호를 황후로 통일하여 동등한 시호를 올린 것도 조선과 흡사하다.
10. ↑  《태조실록》~《세종실록》초반의 기록에 이미 공주와 옹주 등이 등장해 오해되기도 하나 이는 편찬 과정에서 세종 때 세워진 제도를 적용시킨 탓이다. 《태조실록》·《공정왕일기(정종실록)》》·《태종실록》은 모두 세종 때 완성된 실록이다. 일례로 《태종실록》18년(1418) 11월 8일(갑인) 6번째 기사에 첨부된 태종의 신도비문에 태종의 후궁 권씨를 의빈으로 표기하고, 태종의 적녀들은 공주로, 서녀들은 옹주로 표기하고 있는데, 권씨가 의빈(懿嬪)으로 승봉된 건 세종 4년, 왕녀의 작위를 궁주에서 공주로 개칭한 것도 세종 4년, 변계량이 태종의 신도비문을 지은 것은 세종 6년이다.
11. ↑  정종에겐 적녀가 없었다.
12. ↑  세종의 동복 동생인 성녕대군에겐 친자녀가 없던 탓에 예로 삼을 수 없다.
13. ↑  うち는 안(內: inside)이라는 뜻을 갖고 있으며 の는 의(之·的: of)를 뜻한다. 즉, 내부의 みこ를 뜻한다. 조선에서도 성이 다른 외족·처족을 외척이라 했으며, 왕자녀 및 이들의 자녀 그리고 부계 친족을 내척이라 구분했다.
14. ↑  일본 황실에 관한 사항을 정한 특별 법률